# 바리샤
바리샤(아랍어: باريشا, 영어: Barisha)는 시리아 북서부 이들리브주에 위치한 도시이다. 다에시의 수괴 아부 바크르 알바그다디가 사살된 곳으로 알려져있다. 2004년 인구 조사로 1,143명이라 등재되어있으나 최근 조사결과 7,000명으로 조사되었다.